# باخترمرغ
باختَرمُرغ یا هسپرورنیس (Hesperornis) سرده‌ای از پرندگان آبی بی‌پرواز بود که در دوران‌های پیش از تاریخ می‌زیست.
دوره زیست باخترمرغ از نیمه نخست عصر کامپانین تا دوره کرتاسه پسین (۸۳٫۵ تا ۷۸ میلیون سال پیش) ادامه داشت. یافتن بقایای باخترمرغ از کشف‌های مهم اولیه در تاریخ دیرینه‌شناسی پرندگان بود. بیشتر این بقایا در ایالت کانزاس آمریکا و در آب‌های کانادا یافت شده‌اند.
تاکنون ۹ گونه از سرده باخترمرغ شناسایی شده که هشت گونه مربوط به آمریکای شمالی و یک گونه مربوط به روسیه است.